# Ur (album Ur)
Ur – pierwszy album zespołu Ur, wydany w 2001 roku.

## Lista utworów
1. „Królestwo"
2. „Piosenka anatomiczna”
3. „Butelka vs pętelka”
4. „Piosenka filozoficzna (lub Słownik Wyrazów Obcych)”
5. „Sofia”
6. „Sakrament małżeństwa na dyskotekową nutę”
7. „Piosenka szekspirowska”
8. „Spaleni słońcem II”
9. „Fantazja sadomasochistyczna”
10. „Requiem dla dwojga”
11. „Gotterdämmerung”